# Fabio Trinidade da Silveira
Fabio Trinidade da Silveira – kendt som Fabinho (født 26. maj 1977) er en brasiliansk angriber, der kom til Randers FC i 2005. Før det spillede han i en række brasilianske klubber. Pr. 1. juli 2008 skiftede Fabinho til Herfølge Boldklub på en 3-årig kontrakt.
Fabinho var i 2012, sideløbende med kontrakten i HB Køge, træner i serie 2-klubben FC Udfordringen fra Valby. I slutningen af 2012 rejste Fabinho hjem til Brasilien, da hans aftale med HB Køge endte.